# Fjäringsgården
Fjäringsgården is een plaats in de gemeente Kristianstad in het Zweedse landschap Skåne en de provincie Skåne län. De plaats heeft 58 inwoners (2005) en een oppervlakte van 16 hectare. Fjäringsgården wordt omringd door zowel landbouwgrond als bos en grenst ook aan twee kleine meertjes. De stad Kristianstad ligt zo'n vijfentwintig kilometer ten zuiden van het dorp. De bebouwing in Fjäringsgården bestaat uit wat vrijstaande huizen en boerderijen.